# Granica belizeńsko-gwatemalska
Granica belizeńsko-gwatemalska – granica między Belize, a Gwatemalą o długości 256 kilometrów.

## Przebieg granicy
Początek granicy na północy to trójstyk granic Meksyku, Gwatemali i Belize w Aguas Turbias (17°48'47"N, 89°8'54"W). Następnie granica ma przebieg południkowy i dochodzi do rzeki Sarstoon (Gracias a Dios Falls). Tu przybiera kierunek wschodni i przebiega nurtem dolnego biegu rzeki Sarstoon (Rio Sarstún) do jej ujścia do zatoki Amatique na Morzu Karaibskim.

## Historia
Rozgraniczenia pomiędzy Hondurasem Brytyjskim (od 1973 Belize) a Gwatemalą dokonano na mocy układu brytyjsko-gwatemalskiego z 30.06.1859 roku. Gwatemala wymówiła w 1940 roku postanowienia układu delimitacyjnego z 1859 roku i formalnie uznawała Belize za część swojego terytorium. W 1991 roku Gwatemala uznała niepodległość Belize, mimo to dochodzi do zatargów granicznych między obu państwami.

## Przejścia graniczne
- Benque Viejo del Carmen

### Graniczne dystrykty Belize
- Cayo
- Orange Walk
- Toledo

### Graniczne departamenty Gwatemali
- Izabal
- Petén